# وارد بوند
وارد بوند (بالإنجليزية: Ward Bond)‏ مواليد 09 أبريل 1903 في بينكيلمان، نبراسكا، الولايات المتحدة - الوفاة 05 نوفمبر 1960 في دالاس، هو ممثل أمريكي بدأ مسيرته الفنية سنة 1929. شارك في قرابة 31 فلما. امتدت مسيرته الفنية لأكثر من 31 عاما.

## الأعمال
- الصقر المالطي
- أروسميث
- سيدة لمدة يوم
- حدث ذات ليلة
- النهاية الميتة
- مغامرات ماركو بولو
- لا يمكنك أن تأخذها معك
- ذهب مع الريح
- ابن فرانكشتاين
- عناقيد الغضب

## روابط خارجية
- وارد بوند على موقع IMDb (الإنجليزية)
- وارد بوند على موقع الموسوعة البريطانية (الإنجليزية)
- وارد بوند على موقع ألو سيني (الفرنسية)
- وارد بوند على موقع أول موفي (الإنجليزية)
- وارد بوند على موقع قاعدة بيانات الأفلام السويدية (السويدية)
- وارد بوند على موقع إن إن دي بي (الإنجليزية)
- وارد بوند على موقع قاعدة بيانات الفيلم (الإنجليزية)
- وارد بوند على موقع كينوبويسك (الروسية)